# Генерал-капитанство Чили
Генерал-капитанство Чили (исп. Capitanía General de Chile) или Королевство Чили (исп. Reino de Chile) — административная единица испанской колониальной империи, существовало с 1541 до 1818 года, когда на этой территории была провозглашена независимая республика Чили. Территорией руководил губернатор, обычно подчинявшийся вице-королю Перу, и, хотя лишь номинально и в течение короткого периода, один король, что оправдывает название «королевство».

## Юридический статус
После создания королевства Испания термин «королевство» (reino) был скорее географическим, но описывал формальное устройство этой территории. Единое Испанское королевство (reino) было формально создано лишь после воцарения Бурбонов в 1700 году. До этого года Испанское королевство было совокупностью нескольких формально отдельных государств на как Пиренейском полуострове, так и за его пределами. Каждое из этих формально независимых королевств управлялось из Испании как личное владение короля Испании начиная с Карла I.
Таким образом, Королевство Чили (Reino de Chile) было подчинено королю Кастилии, как и остальные владения в Новом свете. Неаполь и Сицилия, с другой стороны, были владениями короля Арагона, который был той же персоной. В то время не существовало общей администрации, которая бы управляла всеми королевствами: каждым управлял король и собственный совет королевства, на его территории действовали собственные законы. Повседневные задачи по управлению решались вице-королём, например, таких образований, как Арагон, Сицилия, Новая Испания или Перу. Чили никогда не достигала статуса вице-королевства ввиду своих небольших размеров и бедности, однако это было вице-капитанство, подчинённое вице-королю Перу.
Сначала, после исследования, на территории современного Чили были созданы несколько губернаторств: Нуэва-Толедо (Nueva Toledo), Нуэва-Андалусия (Nueva Andalucia) и Нуэва-Леон (Nueva León), хотя последние два были лишь формальными и фактически не контролировались испанской короной. В 1541 году было создано генерал-капитанство Нуэва-Эстремадура (Nueva Extremadura), потому что эта территория требовала отдельного военного командования из-за очень сильного сопротивления местных индейцев колонизации.
В 1554 году, однако, будущий король Испании Филипп II женился на английской королеве Марии I, когда он всё ещё был наследником испанского трона. Для того чтобы поднять его статус до равного его жене, его отец, король Испании и император Священной Римской Империи Карл V, присвоил ему титул короля Чили, в дополнение к титулу Неаполитанского короля и претензий на титул Иерусалимского короля. Таким образом, брачный договор описывал брак как брак короля и королевы. После занятия престола Филиппом II в 1556 году Чили вновь формально присоединилось к Испанской короне, однако сохранило формальный статус королевства.
Позже в Чили была создана аудиенсия, а территория вновь получила статус генерал-капитанства, сохраняя название «Чили», хотя термин «королевство» и продолжал неофициально употребляться. С созданием вице-королевства Рио-де-ла-Плата в 1776 году часть Чили восточнее Анд (большая часть которой фактически им не контролировалась) отошла к этому образованию.

## История

Территория, юридически принадлежавшая (с или без эффективного контроля) Генеральному капитанству или Королевству Чили в 1775 году, согласно чилийской историографии. В следующем году было создано Вице-королевство Рио-де-ла-Плата, и территории городов Мендоса и Сан-Хуан перешли от Чили к новому образованию.

### Завоевание и ранний период
Первая широкомасштабная экспедиция для исследования территорий южнее Империи Инков была организована в 1536 году конкистадором Диего де Альмагро, который в 1534 году был назначен губернатором этих территорий под названием «губернаторства Нуэва-Толедо».
После смерти Альмагро для завоевания и населения территории в 1537 году Франсиско Писарро назначил конкистадора Педро де Вальдивию новым губернатором, что было подтверждено королевским приказом, который из 1539 года продолжил исследования и завоевания. Педро де Вальдивия прибыл к территории центральной Чили и 12 февраля 1541 года у подножия холма Санта-Лусия основал город Сантьяго-дель-Нуэво-Эстро (будущий Сантьяго). Через несколько месяцев Вальдивия изменил формальное деление территории и был провозглашён своими войсками губернатором и капитан-губернатором нового губернаторства Нуэва-Эстрамадуры. Хотя и не сразу, 11 июня 1594 года испанское правительство признало это образование, которое получило название «Чили» или «Королевство Чили».
В 1544 году по приказу Вальдивии был основан город Ла-Серена; с того года завоевание Чили распространилось и на южные территории, где были основаны и другие города, такие как Консепсьон в 1550 году, Ла-Империал в 1551, Вияррика (Villarrica) и Вальдивия в 1552, Лос-Конфинес и форты Арауко, Пурен и Тукапель в 1553. В том же году с другой стороны Анд по приказу Педро де Вальдивии был основан город Сантьяго-дель-Эстеро. Были и другие города, основанные во время его правления.

### Арауканская война
Арауканская война началась в 1598 году; первый период войны известен под названием «периода твёрдой руки». В этом году началось индейское восстание народа мапуче и народов, находившихся под его влиянием, которые захватили Семь городов на юге колонии, а испанский отряд, направленный против повстанцев, был разбит в битве при Куралаби. В ответ испанцы начали безжалостную и разрушительную войну против индейцев, одним из результатов которой стал захват индейцев в рабство. Хотя в 1605 году корона запретила рабство в колониях, Филипп III сделал исключение для военнопленных индейцев.
В 1612 году начался период «оборонительной войны», губернатором в то время был Гарсия Рамон; кроме того, значительное влияние на колонию оказывал его помощник иезуит Луис де Вальдивия. Их задачей было прекращение рабства и насилия войны. С этой целью они разработали план оборонительной войны, согласно которому испанский губернатор запрещал рабство и признавал независимость мапуче с рекой Биобио в качестве границы между двумя государствами, которую имели право пересекать только миссионеры, которые путешествовали с проповедническими и культурными целями. Индейский совет принял это предложение, и война с обеих сторон прекратилась, перейдя в оборону границы.
Однако индейцами было убито много миссионеров, что не понравилось новому королю Испании Филиппу IV. В 1625 году он приказал прервать перемирие с мапуче, что ознаменовало начало нового периода войны, «возвращение твёрдой руки». Король восстановил рабство для индейцев, которые не сложат оружие в течение двух месяцев, из-за чего начались новые активные боевые действия.
В 1639 году пост губернатора Чили занял Маркиз Байдес (Baides), который начал переговоры с индейцами. Эти переговоры периодически велись между индейскими касиками и губернаторами на нейтральной территории, на них обсуждались условия прекращения войны. В течение этого времени активных боевых действий не велось.
Однако в 1655 году из-за нарушения испанцами условий перемирия война началась снова, вступив в фазу «стабильной войны». В течение этого периода война велась с переменным успехом, но не очень активно, как через изменение населения мапуче, так и через изменение состава населения испанских колоний: новые колонисты состояли из торговцев и крестьян, которым не нравилась война. Индейские атаки приобрели характер неожиданных нападений на поселения с целью получения добычи, после чего индейцы отступали, не дожидаясь прибытия регулярных войск. В 1674 году в испанских владениях были окончательно отменено рабство, и со временем война стала ещё менее активной. До 1700 года боевые действия фактически прекратились, хотя периодически вспыхивали незначительные конфликты. При этом (до нового завоевания, проведённого уже независимой Чили в 1860-х годах) большая часть исторической территории мапуче оставалась в их руках.

### Последний период
В течение всего периода колониальной истории Чили оставалось очень бедной колонией. Её экономика оставалась аграрной, колония основном поставляла продукты животноводства и зерно в центр вице-королевства Перу. Лишь с началом XVIII века, с воцарением династии Бурбонов в Испании, была разрешена торговля между колониями, запрещённая до того времени, и Чили получило возможность торговать с Буэнос-Айресом. В то же время централизованная колония была разделена на две инденденсии, Консепсьон и Сантьяго; также были основаны новые города, такие как Ранкагуа и Талка. Некоторая контрабандная торговля велась и с европейскими государствами, и лишь с 1778 года она была официально разрешена, что заметно улучшило экономическое положение колонии.
Колония также несколько раз страдала от разрушительных землетрясений. Например, землетрясение 13 мая 1647 года практически разрушило Сантьяго, землетрясение и цунами 15 марта 1657 года разрушило Консепсьон, а землетрясение 8 июня 1730 года обрушилось на Сантьяго и Вальпараисо.

### Независимость
В 1808 году, с захватом Испании Наполеоном, контроль метрополии над колониями ослаб, и в Чили началось движение за независимость. Последний губернатор Гарсия Каррасо был назначен в то же время, а его связи с местной креольском элитой, кажется, подтолкнули сепаратистские настроения. Он вышел в отставку в 1810 году после скандала с контрабандой, а власть в колонии получил военный командующий Матео де Торо и Самбрано возрасте 83 лет, однако ему не удалось справиться со сторонниками независимости. 18 сентября этого же года состоялось общее совет капитанства, где креолы начали требовать независимости. Матео де Торо и Самбрано нечего было противопоставить им, и он официально передал свои полномочия хунте, позднее получившей название «старой хунты». Это событие положило конец периоду испанского владычества.
Хотя в 1815 году короне удалось ненадолго вернуть власть, уже в 12 февраля 1817 года в битве при Чакабуко, 18 марта 1818 года в битве при Канча-Раяди и 5 апреля 1818 года в битве при Майпо роялисты были фактически окончательно разбиты. 12 февраля 1818 года считается датой основания независимой республики Чили, хотя боевые действия продолжались до 1826 года.

## Границы
Границы территории генерал-капитанства, губернаторства или королевства Чили были закреплены в официальных документах. На протяжении значительной части истории его пределы простирались от пустыни Атакама до Магелланова пролива и мыса Горн, включая нетронутые территории у Южного полюса.
В 1548 году Педро де Вальдивия получил право на управление и завоевание территории «от Копьяпо, на 27 градусе южной широты, до 41 градуса южной широты и не территорию моря между этими широтами». Этот мандат был подтверждён королём Карлом I в 1552 году; эта территория включала полосу от Тихого океана до линии на 100 лиг к востоку от Анд. Позже по просьбе Вальдивии Карл I расширил эту территорию до Магелланова пролива, однако в то время Педро де Вальдивия умер. Его преемником 17 октября 1554 года был назначен Иероним де Альдера, однако он погиб по дороге в колонию. Новым губернатором был назначен Гарсия Уртадо де Мендоса. К этому моменту губернаторство включало самую большую территорию, включая и восточную Патагонию.
29 августа 1563 года королём Филиппом II от Чили было отделено губернаторство Тукуман, а уже 1 июня 1570 года было создано губернаторство Рио-де-ла-Плата (с 1776 года — вице-королевство), которое по просьбе Хуана Ортиса де Сараты получило территорию восточнее Анд между 36° 57' и 48° 21' 15 южной широты, губернаторство Чили было ограничено прибрежной полосой.
В 1767 году король передал права на контроль и защиту острова Чилоэ непосредственно вице-королю Перу, не этой территории было создано отдельное военное правительство. Этот переход был в принципе временным, предпринятым с целью укрепления острова в условиях угрозы нападения на него мапуче и европейских пиратов.
В 1776 году с образованием вице-королевства Рио-де-ла-Плата от Чили был отделён округ Куйо (исп. Corregimiento de Cuyo) к востоку от Анд, включая города Мендоса и Сан-Хуан. В 1784 году была создана интенденсия Чилоэ, что окончательно закрепляло остров Чилоэ за вице-королевством Перу.
После битвы при Куралаби и начала Арауканской войны в 1598 году территория королевства Чили сократилась до района от пустыни Атакама до реки Биобио и от Тихого океана до Анд, где была сконцентрирована основная часть населения, плюс упомянутый округ Куйо, отделённый в 1776 году, и город-крепость Вальдивия (до 1602 года и вновь с 1740 года), Осорно (до 1602 года и вновь с 1796 года), остров Чилоэ (до 1767 года) и архипелаг Хуан-Фернандес (с 1749 года).

## Администрация

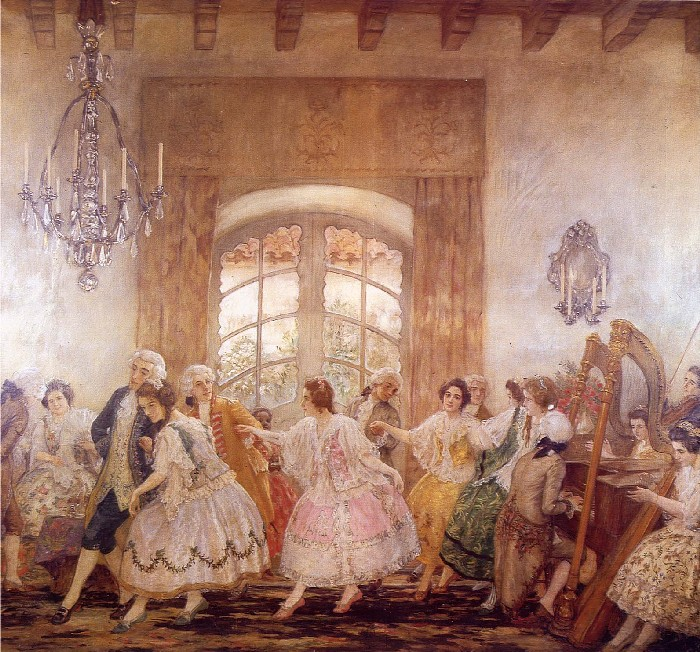
Бал в колониальном Сантьяго

После короля Испании, имевшего абсолютную власть над колониями, главными органами управления колониями были Совет Индий и Торговая палата. Совет Индий, созданный в 1524 году, был расположен в Мадриде, а его функцией было помогать королю в назначении должностных лиц американских колоний, составлении законов для этих территорий, выполнении судебных функций, наблюдении за соблюдением прав государства на патронат над католической церковью (то есть назначение церковных чиновников и основание церквей и монастырей) и оценке деятельности чиновников. Торговая палата была создана в 1503 году в Севилье. Её функцией было наблюдение за коммерческой деятельности в колониях, обеспечение монополии Испании на торговлю и наблюдение за потоком колонистов в колонии.
В Америке верховным представителем короля был вице-король соответствующей юрисдикции (в случае Чили — Вице-королевства Перу), который выполнял судебные и административные функции, под его началом находились главы губернаторств и генерал-капитанств. Губернатор, который отвечал за королевство Чили, имел функции исполнительной, военной и экономической власти. Его задачей было следить за безопасностью на вверенной ему территории и выполнение винепатроната (выполнение права патроната в более повседневных вопросах). Также губернатор был председателем Королевской Аудиенции, Верховного суда на территории Чили. Этот орган был создан для помощи губернатору и имел право замены губернатора в случае его внезапной смерти или неспособности выполнения обязанностей. Кроме того, в Чили существовало четыре чиновника (oidores), в функции которых было слежение за исполнением законов в отношении индейцев. С введением раздела территории на провинции была также введена должность «коррегидора» (исп. corregidor), функции которых напоминали функции губернатора, но на меньшей территории. Также существовали городские советы (исп. el cabildo), функциями которых было обеспечение защиты поселений и выполнение административных функции на их территории. Они также обеспечивали чистоту и украшение городов, здравоохранение, начальное образование и сбор налогов.
С 1700 года, после воцарения династии Бурбонов, в дополнение к провинциям Чили была разделена на две интенденции (Сантьяго и Консепсьон), подчинённые губернатору, также со своими главами.